# André Lwoff
André Michel Lwoff (Ainay-le-Château, Allier, 8 de mayo de 1902-París, 30 de septiembre de 1994) fue un biólogo y médico francés de origen rusopolaco.
En 1962 introdujo una taxonomía de los virus.
Recibió el Premio Nobel en Fisiología o Medicina en 1965, junto con François Jacob y Jacques L. Monod, premiado por sus descubrimientos sobre las actividades reguladoras en el interior de las células.

## Eponimia
Bacteria
- Acinetobacter lwoffii